# Abdelmajid Bourebbou
Abdelmajid Bourebbou (Arris, 16 marzo 1951) è un ex calciatore algerino, di ruolo attaccante.

## Carriera
Con la Nazionale algerina ha preso parte ai Mondiali 1982 disputandovi una partita.

## Palmarès

### Club

#### Competizioni nazionali
- Coppa di Lega francese: 1

Laval:1982